# Waterfort (Sint Eustatius)
Het Waterfort of Fort Amsterdam is een fort aan de zuidwestkust van Sint Eustatius waarvan nog slechts ruïnes zijn overgebleven. Het is een van de zestien bekende forten op Sint Eustatius en wordt door zeestroming en branding bedreigd. 
In het fort bevond zich een slavenhuis van twee verdiepingen dat werd gebouwd door commandeur Johannes Lindesay tussen 1724-1726 en als zodanig dienst deed tot rond 1740. Het slavenhuis bood onderdak aan ongeveer 450 mensen. Vrouwen en kinderen werden ondergebracht op de tweede verdieping.
Het fort bewaakte de ingang van de Oranjebaai van Sint Eustatius waar schepen goederen aanvoerden voor de pakhuizen in de benedenstad.
Naast het fort ligt de historische Godet begraafplaats met graven van slaafgemaakten. 